# Foulatari
Foulatari è un comune rurale del Niger facente parte del dipartimento di Maine-Soroa nella regione di Diffa.